# Aldo Novarese
Aldo Novarese (Pontestura, 29 de juny de 1920 – Torí, 16 de setembre de 1995) va ser un tipògraf italià que visqué i treballà majoritàriament en Torí. Treballà en la foneria tipogràfica Nebiolo i produí un gran nombre de dissenys únics.
Un dels dissenys més famosos de Novarese és la Microgramma (dissenyada conjuntament amb Alessandro Butti), que més tard va redissenyar per a, entre altres coses, incloure les minúscules i que va canviar de nom a Eurostile.
Els dissenys de Novarese van ser tant innovadors com clàssics, i aquells que estan disponibles al present mostren una gran varietat de característiques memorables.
El 1959 va desenvolupar una classificació tipogràfica centrada en l'aspecte dels remats, aquesta classificació és coneguda com a Novarese.